# 埃尔沃河畔圣皮埃尔
埃尔沃河畔圣皮埃尔（法語：Saint-Pierre-sur-Erve，法語發音：[sɛ̃ pjɛʁ syʁ ɛʁv]）是法国马耶讷省的一个市镇，属于马耶讷区。

## 地理
埃尔沃河畔圣皮埃尔（48°0'29"N, 0°23'35"W）面积9.74 平方千米，位于法国卢瓦尔河地区大区马耶讷省，该省份为法国西北部内陆省份，北起芒什省和奧恩省，西接伊勒-维莱讷省，南至曼恩-卢瓦尔省，东临萨尔特省。
与埃尔沃河畔圣皮埃尔接壤的市镇（或旧市镇、城区）包括：索尔日、托里涅昂沙尔尼、韦日、布朗杜埃-圣让。

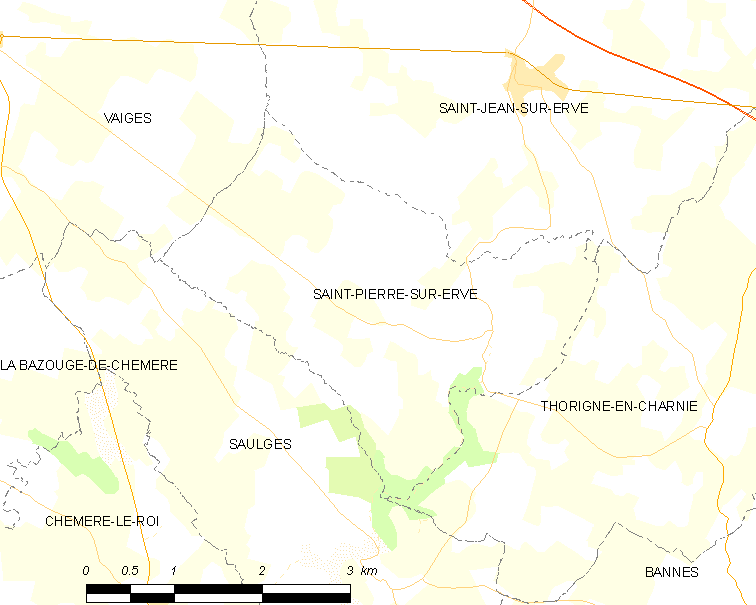
埃尔沃河畔圣皮埃尔的OSM定位图

埃尔沃河畔圣皮埃尔的时区为UTC+01:00、UTC+02:00（夏令时）。

## 行政
埃尔沃河畔圣皮埃尔的邮政编码为53270，INSEE市镇编码为53248。

## 政治
埃尔沃河畔圣皮埃尔所属的省级选区为梅莱迪迈讷县。

## 人口

1962-2008年间埃尔沃河畔圣皮埃尔人口变化图示

埃尔沃河畔圣皮埃尔于2022年1月1日时的人口数量为132人。